# ژورنال پزشکی نیوانگلند
نیوانگلند ژورنال آو مدیسین یا نشریه پزشکی نیوانگلند (به انگلیسی: New England Journal of Medicine) از مشهورترین و کهن‌ترین مجلات پزشکی جهان است، هم‌چنین هر ساله، در میان نشریات پزشکی بهترین ژورنال پزشکی و جراحی جهان شناخته‌می‌شود.
این نشریه تخصصی پزشکی در والتهام، ماساچوست،ایالات متحده آمریکا چاپ می‌شود و از سال ۱۸۱۲ در گردش بوده‌است. این ژورنال در سال ۲۰۱۲ دویستمین سالروز تأسیس خود را جشن گرفت.
قانون اینگلفینگر (۱۹۶۹ میلادی) از ابتکارات این نشریه بوده است.